# CV Cuesta Piedra
CV Cuesta Piedra är en volleybollklubb från Santa Cruz de Tenerife, Spanien. Klubben bildades 1986. Den var mest framgångsrik i början av 1990-talet, då laget spelade i Superliga Femenina de Voleibol (högsta serien), i övrigt har laget oftast spelat i Superliga 2 (och dess föregångare) och ibland i den tredje högsta serien Laget spelade i CEV Cup 1993/1994 (tävlingen heter numera CEV Challenge Cup). 